# 古高松駅
古高松駅（ふるたかまつえき）は、香川県高松市高松町にある、高松琴平電気鉄道志度線の駅である。駅番号はS07。

## 駅構造
単式ホーム1面1線を有する地上駅。無人駅。駅舎はない。

## 利用状況
1日の平均乗降人員は以下の通りである。
| 1日乗降人員推移 | 1日乗降人員推移 |
| 年度            | 1日平均人数     |
| --------------- | --------------- |
| 2011年          | 618             |
| 2012年          | 645             |
| 2013年          | 668             |
| 2014年          | 672             |
| 2015年          | 680             |
| 2016年          | 665             |
| 2017年          | 687             |
| 2018年          | 684             |

## 駅周辺
- 屋島駅 - 四国旅客鉄道（JR四国）高徳線（徒歩10分ほど）
- 国道11号
- 香川県道36号高松牟礼線
- ことでんバス「古高松」バス停
- 香川県道155号牟礼中新線
- マルナカ 屋島店

## 歴史
- 1911年11月18日 - 東讃電気軌道の駅として開業。
- 1916年12月25日 - 会社合併により四国水力電気の駅となる。
- 1942年4月30日 - 事業譲渡により讃岐電鉄の駅となる。
- 1943年11月1日 - 会社合併により高松琴平電気鉄道志度線の駅となる。
- 1969年10月  - 高松北バイパス建設に伴い、国道11号（現在の県道牟礼中新線）沿いから相引川近くへ移転。

## 隣の駅
高松琴平電気鉄道
■志度線
琴電屋島駅（S06） - 古高松駅（S07） - 八栗駅（S08）